# György Kenéz
György Kenéz, född 23 juni 1956 i Budapest, är en ungersk vattenpolospelare. Han ingick i Ungerns herrlandslag vid olympiska sommarspelen 1976.
Kenéz tog OS-guld i den olympiska vattenpoloturneringen i Montréal 1976 och EM-guld i Jönköping 1977.